# Rubens Gerchman
Rubens Gerchman (10 janvier 1942, Rio de Janeiro - 29 janvier 2008, São Paulo) est un peintre et sculpteur brésilien influencé par l'art concret et néoconcret.